# Villa Neumann
La Villa Neumann est un édifice historiciste situé au 9 avenue de l'Europe à Osijek, en Croatie. Depuis 1954, il abrite le musée des Beaux-Arts de la ville. Il s'agit d'un bien culturel protégé, classé comme « bâtiment public ». 

## Description
La villa du Dr Dragutin et d'Adèle Neumann a été construite en 1895. En raison de son emplacement d'angle, de sa position attrayante et de son style architectural, elle possède également une valeur culturelle et historique, comme maison d'un éminent citoyen d'Osijek et président du Parlement croate, et aujourd'hui en tant qu'institution culturelle avec sa nouvelle fonction de Musée des Beaux-Arts. 